# Paraphisis wirreecoo
Paraphisis wirreecoo är en insektsart som beskrevs av Rentz, D.C.F. 2001. Paraphisis wirreecoo ingår i släktet Paraphisis och familjen vårtbitare. Inga underarter finns listade i Catalogue of Life.